# Traité de réciprocité entre les États-Unis d'Amérique et le royaume d'Hawaï de 1875
Lire en ligne
- (en) Texte du traité de réciprocité
- (en) Convention of December 6, 1884

Le traité de réciprocité entre les États-Unis d'Amérique et le royaume d'Hawaï est un accord de libre-échange signé et ratifié en 1875 qui est généralement connu dans le monde anglo-saxon comme le traité de réciprocité de 1875 (Reciprocity Treaty of 1875 ou encore Treaty of reciprocity between the United States of America and the Hawaiian Kingdom).

## Histoire
Le traité donne un libre accès sans taxe au marché des États-Unis pour les productions agricoles hawaïennes notamment le sucre à partir de septembre 1876. En retour, les États-Unis gagnent des terres dans la zone connue sous le nom de Pu u Loa connu par la suite sous le nom de Pearl Harbor.

Le traité conduit à d'importants investissements américains dans les plantations de cannes à sucre à Hawaï. Le traité est signé le 30 janvier 1875, ratifiée par le royaume d'Hawaï le 17 avril 1875 et par les États-Unis le 31 mai 1875.
Les négociateurs du traité sont les diplomates Henry AP Carter et Elisha Hunt Allen, le ministre des Affaires étrangères du royaume William Lowthian Green, et le roi Kalākaua pour le royaume de Hawaii. Pour les États-Unis, les signataires sont le secrétaire d'État Hamilton Fish et le président Ulysses S. Grant.
La première cargaison de sucre en provenance d'Hawaï en vertu du traité arrive à San Francisco en septembre 1876  à bord d’un navire commandé par le capitaine William H. Marston
Ce traité entraine un essor économique de l’ile avec une forte augmentation des plantations de canne à sucre et la mise en place de grand système d’irrigation pour satisfaire les besoins de cette agriculture à partir des années 1880.

Le traité de réciprocité a aussi des conséquences politiques en entrainant une emprise des États-Unis sur l’archipel.

Il met en évidence aussi la forte baisse démographique de la population indigène (71 000 Hawaïens en 1853 et en 1900, moins de 40000) obligeant le développement économique à reposer sur une immigration massive.
Le traité de réciprocité est renouvelé en 1884 mais il faut attendre 1887 pour sa ratification avec l'adjonction d'un amendement permettant aux États-Unis la création d’une base navale à Pearl Harbor.